# Đại học Y Dược Thành phố Hồ Chí Minh
Đại học Y Dược Thành phố Hồ Chí Minh (UMP; tiếng Anh: University of Medicine and Pharmacy at Ho Chi Minh City) một trường đại học đầu ngành y khoa tại Việt Nam, có sứ mệnh đào tạo bác sĩ, dược sĩ có trình độ đại học, sau đại học, nghiên cứu khoa học và chuyển giao công nghệ y dược, hỗ trợ phát triển hệ thống y tế nhằm đáp ứng nhu cầu chăm sóc sức khỏe cho nhân dân khu vực Đông Nam Bộ. Trường được xếp vào nhóm trường đại học trọng điểm top đầu quốc gia Việt Nam, bên cạnh Trường Đại học Y Hà Nội trực thuộc Bộ Y tế.
Đại học Y Dược Thành phố Hồ Chí Minh mang tên gọi chính thức từ năm 2003, nhưng trên thực tế thì Đại học Y Dược là trường đại học, không phải là đại học theo mô hình đa thành viên.

## Lịch sử

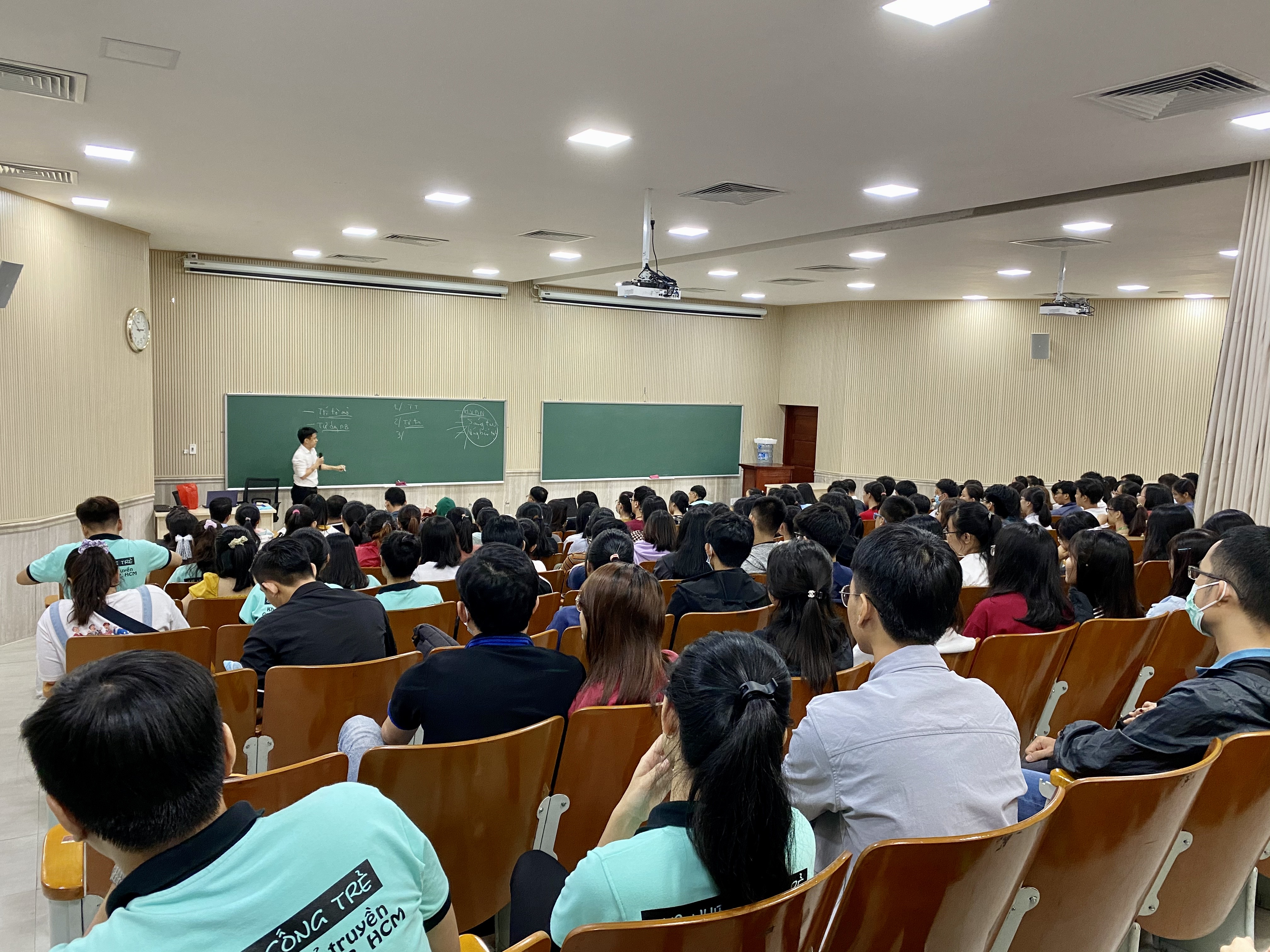
Một buổi học tại Đại học Y dược, năm 2020

Tiền thân của cơ sở giáo dục này là Trường Đại học Y khoa Sài Gòn.
Trường Đại học Y khoa Sài Gòn, thường gọi là Y khoa Đại học đường Sài Gòn, được thành lập năm 1947, như một phân hiệu của trường Y khoa Hà Nội. GS. C.Massias được bổ nhiệm làm Hiệu trưởng phân hiệu này.
Cơ sở đầu tiên của trường Y khoa Sài Gòn tại 28 đường Testard Q3 (nay là đường Võ Văn Tần)
Ngày 31 tháng 8 năm 1961, Y Dược Đại học đường Sài Gòn được phân chia thành Y khoa Đại học đường Sài Gòn và Dược khoa Đại học đường Sài Gòn. Ngày 12 tháng 8 năm 1962, Ban Nha khoa thuộc Y khoa Đại học đường Sài Gòn trở thành Nha khoa Đại học đường Sài Gòn. Cả 3 trường hoạt động độc lập trong Viện Đại học Sài Gòn.
Khi mới thành lập, trụ sở chính được đặt tại số 28 đường Trần Quý Cáp (nay là đường Võ Văn Tần, Quận 3, TP. Hồ Chí Minh), gồm một căn nhà 2 tầng dùng làm văn phòng, thư viện, phòng họp giảng viên, và 3 căn nhà ngang dùng làm nơi giảng dạy lý thuyết.
Các phòng thực tập khoa học cơ bản và y học cơ sở nằm rải rác trong Sài Gòn như Cơ thể học Viện (dùng cho sinh viên thực tập giải phẫu học) ở đường Trần Hoàng Quân (nay là đường Nguyễn Chí Thanh), bệnh viện Sài Gòn (dùng cho sinh viên thực tập hóa học), Viện Pasteur (dùng cho sinh viên thực tập vi sinh và ký sinh học). Một cơ sở riêng cạnh bên Cơ thể học Viện được dùng làm nơi thực tập cho các môn sinh lý, cơ thể bệnh lý (giải phẫu bệnh) và mô học. Sinh viên y khoa và dược khoa sử dụng chung trường tại số 28 Trần Quý Cáp cho tới năm 1961 khi Dược khoa Đại học đường được thành lập và đặt trụ sở tại nơi khác tại số 169 đường Công Lý (nay là trụ sở Cung văn hóa thiếu nhi TP Hồ Chí Minh, đường Nam Kỳ Khởi Nghĩa).
Ngày 16 tháng 11 năm 1966, Y khoa Đại học đường Sài Gòn và Nha khoa Đại học đường Sài Gòn chính thức chuyển về Trung tâm Giáo dục Y khoa trên đường Hồng Bàng, Quận 5. Trung tâm có cơ sở vật chất khá tiện nghi, hiện đại lúc bấy giờ, được sử dụng chung cho 2 trường: Y khoa Đại học đường Sài Gòn và Nha khoa Đại học đường Sài Gòn, với 1 đại giảng đường 500 chỗ ngồi, 3 giảng đường với mỗi giảng đường có 300 chỗ ngồi, thư viện và đầy đủ các khu y học cơ sở cùng với các phòng thí nghiệm.
Ngày 27 tháng 10 năm 1976, Thủ tướng Chính phủ ký quyết định số 426/TTg về một số vấn đề cấp bách trong mạng lưới các trường đại học ở Nam Bộ, tổ chức lại các trường thuộc Viện Đại học Sài Gòn, tất cả gom lại còn 8 trường: Đại học tổng hợp (sáp nhập Văn khoa và Khoa học), Đại học Bách khoa (Kỹ thuật Phú Thọ), Đại học Sư phạm kỹ thuật Thủ Đức (Giáo dục Thủ Đức), Đại học Y Dược (sáp nhập Y khoa, Nha khoa, Dược khoa Đại học đường Sài Gòn), Đại học kinh tế (Luật khoa), Đại học Kiến trúc, Đại học Nông nghiệp, Đại học Sư phạm. Các trường được chuyển về Bộ chủ quản, Viện Đại học Sài Gòn không còn.
Như vậy, đến năm 1976, Đại học Y Dược Thành phố Hồ Chí Minh được thành lập trên cơ sở hợp nhất Y khoa Đại học đường Sài Gòn, Dược khoa Đại học đường Sài Gòn, Nha khoa Đại học đường Sài Gòn và trường đào tạo Cán bộ Y tế miền Nam.
Từ quyết định này Đại học Y Dược Thành phố Hồ Chí Minh chính thức được thành lập và trở thành tên gọi thân quen trong suốt nhiều năm vừa qua. Từ 3 trường riêng biệt nay với quyết định sáp nhập lại, mỗi trường trở thành một khoa.
Đến năm 1990 lãnh đạo nhà trường đã bàn bạc và thống nhất với Bộ Y tế về việc xây dựng Viện đại học sức khỏe. Từ đó, ngoài 3 khoa Y, Dược, Răng hàm mặt, nhà trường đã xây dựng thêm 4 khoa mới và một bệnh viện đại học:
- Năm 1994: xây dựng khoa khoa học cơ bản, trên cơ sở sáp nhập và tổ chức lại các bộ môn Toán, Lý, Hóa, Sinh học, Triết học Mác-Lênin, Ngoại ngữ, thể dục thể thao, Quân sự.
- Năm 1998: xây dựng khoa Y học cổ truyền, trên cơ sở sáp nhập bộ môn Đông y và trường Trung học Tuệ Tĩnh 2.
- Năm 1998: xây dựng khoa Điều dưỡng - Kỹ thuật y học trên cơ sở sáp nhập trường Trung học Kỹ thuật Y tế TW3.
- Năm 1999: xây dựng khoa Y tế công cộng trên cơ sở sáp nhập bộ môn Y tế công cộng với khoa Tổ chức – quản lý y tế của Viện vệ sinh Y tế công cộng.
- Ngày 18/10/2000: Bệnh viện Đại học Y Dược Thành phố Hồ Chí Minh được thành lập trên cơ sở phát triển phòng khám đa khoa của trường.
- Ngày 18/06/2003: Trường Đại Học Y Dược Thành phố Hồ Chí Minh được đổi tên thành Đại học Y Dược Thành phố Hồ Chí Minh (ĐHYD TP.HCM) theo Quyết định số 2223/QĐ-BYT ngày 18/6/2003 của Bộ trưởng Bộ Y tế.. Nhưng hiện nay, theo Luật Giáo dục Đại học YD TPHCM thì chỉ là Trường Đại học. 

## Lãnh đạo Trường
Các lãnh đạo chủ chốt bao gồm:
- Chủ tịch Hội đồng Trường: GS.TS. Trần Diệp Tuấn (Bí thư Đảng ủy khối cơ sở Bộ Y Tế, Bí thư đảng ủy Nhà trường)
- Hiệu trưởng trường: PGS.TS. Ngô Quốc Đạt
- Phó Hiệu trưởng: PGS.TS. Vương Thị Ngọc Lan
- Phó Hiệu trưởng: PGS.TS. Nguyễn Văn Chinh
- Giám đốc Bệnh viện Đại Học Y Dược: PGS.TS. Nguyễn Hoàng Bắc

## Các đơn vị thành viên
| Đơn vị thành viên                  | Địa chỉ                                      |
| ---------------------------------- | -------------------------------------------- |
| Trường Y                           | 217 Hồng Bàng, Phường Chợ Lớn                |
| Trường Dược                        | 41-43 Đinh Tiên Hoàng, Phường Sài Gòn        |
| Khoa Răng - Hàm - Mặt              | 652 Nguyễn Trãi, Phường 11, Quận 5           |
| Khoa Y tế công cộng                | 159 Hưng Phú, Phường 8, Quận 8               |
| Khoa Y học cổ truyền               | 221B Hoàng Văn Thụ, Phường 8, Quận Phú Nhuận |
| Trường Điều dưỡng - Kỹ thuật Y học | 201 Nguyễn Chí Thanh, Phường 12, Quận 5      |
| Khoa Khoa học cơ bản               | 2A Phù Đổng Thiên Vương, Phường 11, Quận 5   |
| Bệnh viện Đại học Y Dược           | 215 Hồng Bàng, Phường 11, Quận 5             |

## Đào tạo đại học
- Y đa khoa.
- Răng hàm mặt.
- Dược học.
- Y học cổ truyền.
- Y học dự phòng.
- Y tế công cộng.
- Điều dưỡng.
- Điều dưỡng chuyên ngành gây mê hồi sức.
- Dinh dưỡng.
- Kỹ thuật phục hình răng.
- Kỹ thuật xét nghiệm y học.
- Kỹ thuật hình ảnh y học.
- Kỹ thuật phục hồi chức năng.
- Hóa dược.

## Đào tạo sau đại học
- Thạc sĩ
- Tiến sĩ
- Bác sĩ chuyên khoa cấp I
- Bác sĩ chuyên khoa cấp II
- Bác sĩ nội trú

## Nghiên cứu khoa học
Phòng Nghiên cứu Khoa học được thành lập ngày 26 tháng 8 năm 1978 theo quyết định số: 1004 BYT/QĐ của Hiệu trưởng trường Đại học Y Dược thành phố Hồ Chí Minh.

### Thành tựu
Giai đoạn 1975 – 1985:
- Trong thời kỳ này hoạt động NCKH chủ yếu nghiên cứu các bệnh nhiễm trùng đặc biệt là ở các tỉnh đồng bằng sông Cửu Long, nghiên cứu bệnh Sốt rét vùng Tây Nguyên.
- Nghiên cứu ra chỉ tơ tằm thay thế cho chỉ khâu phẫu thuật đã lỗi thời.
- Nghiên cứu ra dầu mù u điều trị phỏng và các loại bệnh nhiễm trùng da khác, đã được dùng để cứu trợ Liên Xô trong trận động đất tại Armênia làm chết 25.000 nghìn người ngày ấy.[2][3]

Giai đoạn 1986 – 1995:
Chế tạo ra thuốc phòng chống sốt rét phù hợp với loại bệnh sốt rét tại Việt Nam.
Nghiên cứu thành công cách trị bệnh thương hàn.
Giai đoạn 1996 đến nay:
Trong giai đoạn này trường đã và đang thực hiện: 11 đề tài cấp Nhà nước, 62 đề tài cấp Bộ, 63 đề tài cấp thành phố và 5029 đề tài cấp cơ sở.

## Dự án tương lai
Bộ Y tế đang triển khai xây dựng đề án tham mưu thành lập Đại học Sức khỏe tại Hà Nội và Thành phố Hồ Chí Minh, với mô hình ba cấp bao gồm các trường đại học thành viên, với nền tảng nâng cấp từ Trường Đại học Y Hà Nội và Đại học Y Dược Thành phố Hồ Chí Minh. Việc phát triển này sẽ giúp phân cấp trách nhiệm, quản lý, đồng thời sẽ phát huy được nội lực của hai đơn vị đào tạo y khoa mạnh nhất cả nước.
Hiện tại mỗi khoa của Đại học Y Dược có những cơ sở riêng, quy mô tương tương với nhiều cơ sở đang tiến hành đào tạo nhân lực cho ngành y, và sau sẽ được nâng cấp lên thành các trường đại học thành viên, trực thuộc một mô hình viện đại học tổng thể. Trong tương lai, Khoa Y, Khoa Dược,... sẽ được đổi thành Trường Đại học Y, Trường Đại học Dược - Đại học Khoa học Sức khỏe Thành phố Hồ Chí Minh.